# Оскар (филм, 1991)
„Оскар“ (на английски: Oscar) е американски филм от 1991 г. Базиран е на едноименната пиеса на Клод Мание, по която е направен и френският филм от 1967 г. Това е първият опит на Силвестър Сталоун да играе комедийна роля. Действието се развива по време на Голямата депресия и описва опита на един гангстер да стане банкер и да ожени дъщеря си. В продължение на две седмици филмът е номер 1, но не успява да спечели повече от $23 500 000. Бюджетът му е $35 000 000.